# Пиндаре (микрорегион)

Пиндаре на карте.

Пиндаре (порт. Microrregião de Pindaré) — микрорегион в Бразилии, входит в штат Мараньян. Составная часть мезорегиона Запад штата Мараньян. Население составляет 621 431 человек (на 2010 год). Площадь — 36 016,660 км². Плотность населения — 17,25 чел./км².

## Демография
Согласно сведениям, собранным в ходе переписи 2010 г. Национальным институтом географии и статистики (IBGE), население микрорегиона составляет:
| Полное население                             | Полное население                             | Полное население                             | Полное население                             | 621 431 |
| -------------------------------------------- | -------------------------------------------- | -------------------------------------------- | -------------------------------------------- | ------- |
| в том числе:                                 | Городское население                          | 344 493                                      | Процент городского населения, %              | 55,44   |
|                                              | Сельское население                           | 276 938                                      | Процент сельского населения, %               | 44,56   |
|                                              | Мужское население                            | 312 551                                      | Процент мужского населения, %                | 50,30   |
|                                              | Женское население                            | 308 880                                      | Процент женского населения, %                | 49,70   |
| Плотность населения, чел/км²                 | Плотность населения, чел/км²                 | Плотность населения, чел/км²                 | Плотность населения, чел/км²                 | 17,25   |
| Население микрорегиона в % к населению штата | Население микрорегиона в % к населению штата | Население микрорегиона в % к населению штата | Население микрорегиона в % к населению штата | 9,45    |

## Статистика
- Валовой внутренний продукт на 2003 год составляет 973 618 668,00 реалов (данные: Бразильский институт географии и статистики).
- Валовой внутренний продукт на душу населения на 2003 год составляет 1681,26 реал (данные: Бразильский институт географии и статистики).
- Индекс развития человеческого потенциала на 2000 год составляет 0,581 (данные: Программа развития ООН).

## Состав микрорегиона
В составе микрорегиона включены следующие муниципалитеты:
1. Алтамира-ду-Мараньян
2. Алту-Алегри-ду-Пиндаре
3. Арагуанан
4. Бон-Жардин
5. Бон-Жезус-дас-Селвас
6. Брежу-ди-Арея
7. Буритикупу
8. Говернадор-Невтон-Беллу
9. Лагу-да-Педра
10. Лагоа-Гранди-ду-Мараньян
11. Маража-ду-Сена
12. Нова-Олинда-ду-Мараньян
13. Паулу-Рамус
14. Пиндаре-Мирин
15. Президенти-Медиси
16. Санта-Инес
17. Санта-Лузия
18. Санта-Лузия-ду-Паруа
19. Сан-Жуан-ду-Кару
20. Туфиландия
21. Виторину-Фрейри
22. Зе-Дока